# Наумов, Алексей Львович
Алексе́й Льво́вич Нау́мов (род. 11 мая 1978, Коломна) — российский мотогонщик, участвующий в эндуро и ралли-рейдах; мастер спорта международного класса. Уже в 2000 Наумов стал чемпионом Московской области по эндуро и выиграл «Трансаэро», а в 2001 поднялся на ступень выше и принял участие в Чемпионате России по эндуро, став победителем в двух этапах. В последующие годы он был участником большинства региональных соревнований по ралли: бах в Луге, Новороссийске, Коломне и знаменитой бахи Селигер.

## Карьера
Алексей Наумов впервые сел на мотоцикл в 15 лет, а ещё через 6 лет принял участие в своей первой профессиональной гонке — ралли «Трансаэро». До 1999 года Наумов ездил на «Минске», затем участник Ралли Дакар и первый тренер Алексея Сергей Поваров отдал ему «Яву 350». В 2000 году коломчанин выиграл чемпионат Московской области по эндуро и «Трансаэро». В следующем году он победил на двух этапах чемпионата России по эндуро. В общем зачёте национального чемпионата Наумов первенствовал в 2005 и 2008 годах. В это время Алексей уже соревновался на мотоцикле Suzuki.
Много лет целью Наумова было участие в ралли «Дакар», и он собирался дебютировать в знаменитом марафоне в 2008 году. В рамках подготовки к гонке россиянин принимал участие в тренировочных сборах вместе с пилотами заводской команды Repsol KTM под руководством спортивных менеджеров Хорди Дурана и Хорди Арильи. Наумов должен был стартовать на мотоцикле KTM 525. Однако «Дакар-2008» был отменён по соображениям безопасности. В том же году Алексей занял 3-е место в чемпионате мира по ралли-рейдам в классе 450 cc Production, что до него не удавалось никому из россиян.
После экономического кризиса Наумов некоторое время не мог найти спонсоров для участия в «Дакаре», к гонке 2011 года это сделать удалось. Россиянин стартовал на Honda CRF 450X за голландскую частную команду Honda Europe. Финишировав 75-м, он стал первым в истории российским мотогонщиком, который сумел преодолеть всю дистанцию «Дакара».
В сезоне-2011 Алексей стартовал на двух этапах чемпионата мира по ралли-рейдам. На ралли «Вызов пустыни», прошедшем в Объединённых Арабских Эмиратах, он занял 15-е место, на Ралли Сардинии — 19-е. Он также намеревался участвовать в «Дакаре» в 2012 году, но был вынужден отказаться от этого плана из-за финансовых затруднений.
7 декабря 2011 года Наумов сообщил, что в сезоне-2012 выступит на всех этапах чемпионата мира по эндуро в составе заводской команды Husqvarna Racing Team (в классе Е3 на модели TE 449). Однако на старт чемпионата он так и не вышел и никаких официальных комментариев по этому поводу не давал.

## Достижения
- Чемпионат России по Эндуро  — 1 место (2000)
- «Трансаэро» — 1 место
- Национальные соревнования по эндуро — 1 место (2005, 2008)
- Чемпионат мира по кросс-кантри ралли — 3 место в классе 450 см3 (2008)
- Чемпионат России по эндуро — 2 место (2008)
- Звание мастера спорта России международного класса (2010)
- Шелковый путь — 1 место (2022, 2024)